# خلنج مور
خلنج مور (بالإنجليزية: Erica Moore)‏ هي عدائة المسافات المتوسطة أمريكية، ولدت في 25 مارس 1988 في سيمور في الولايات المتحدة.

## وصلات خارجية
- خلنج مور على موقع الاتحاد الدولي لألعاب القوى (الإنجليزية)
- خلنج مور على موقع الدوري الماسي (الإنجليزية)